# Teresa Kunegunda Sobieska
Teresa Kunegunda Sobieska herbu Janina (ur. 4 marca 1676, na Wawelu w Krakowie, zm. 10 marca 1730, w Wenecji) – królewna polska, księżna bawarska.

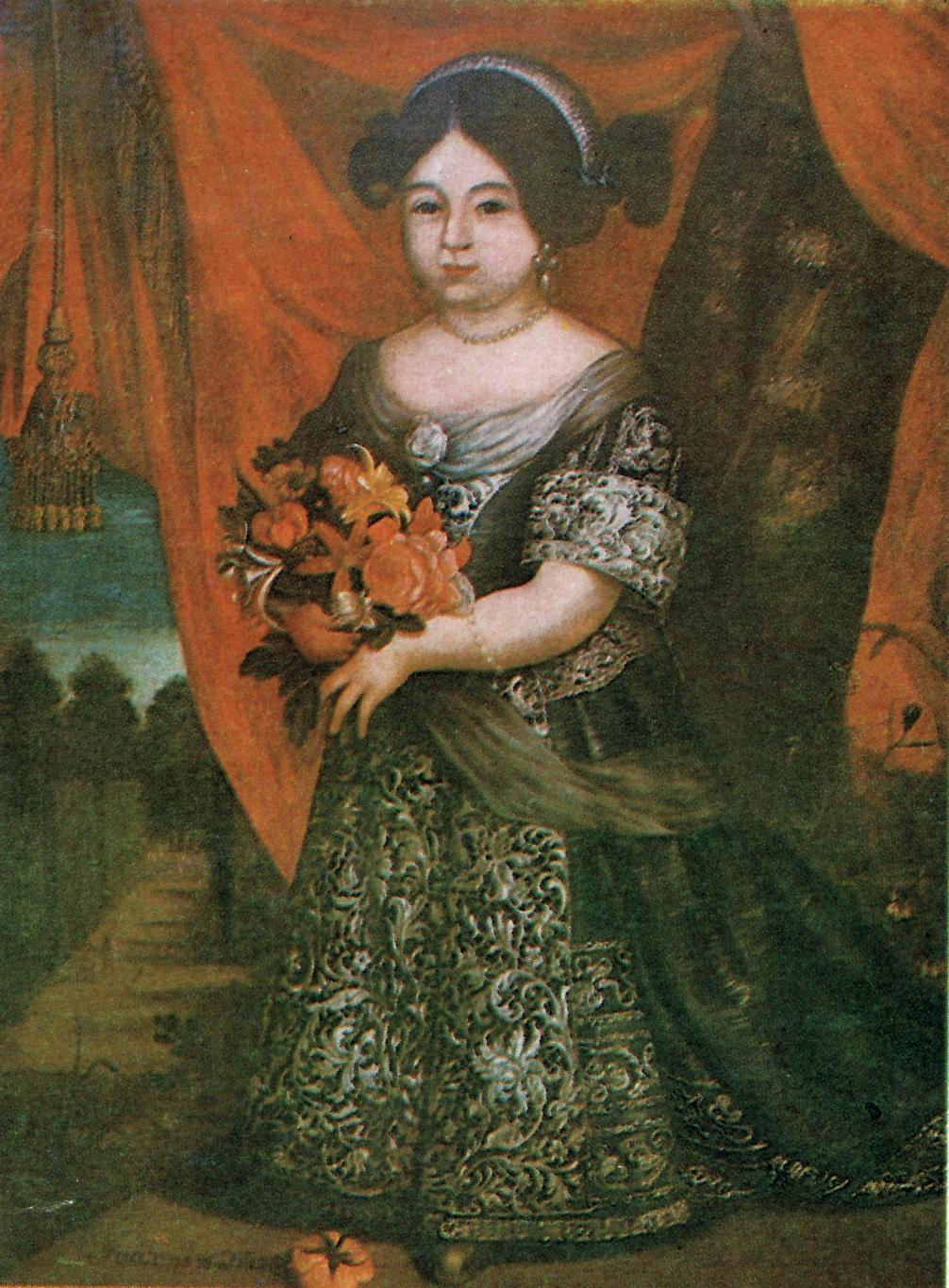
Portret małej Teresy Kunegundy Sobieskiej, Zamek w Olesku

## Życiorys
Córka króla Jana III Sobieskiego i Marii Kazimiery d’Arquien.
Po śmierci Marii Antoniny Habsburżanki, została 2 stycznia 1695 drugą żoną elektora Bawarii Maksymiliana II Emanuela. Od tej chwili znana była jako Kurfürstin Therese Kunigunde. Po klęsce Maksymiliana II Emanuela w bitwie pod Höchstädt an der Donau i jego wycofaniu się poza granicę Bawarii, Teresa Kunegunda została regentką elektoratu czuwając przez kilka miesięcy nad resztą wojsk, a także administracją okupowanego kraju. Kiedy opuściła Bawarię, by zobaczyć się z matką, okazało się, że wojska cesarskie nie chcą jej przepuścić z powrotem do kraju. Dziesięć lat spędziła na wygnaniu, wróciła do Monachium dopiero w 1715. Po śmierci męża opuściła Bawarię i reszty życia dokonała w Wenecji. Była jedynym dzieckiem Jana Sobieskiego, które zasiadło na tronie.
Miała dziesięcioro dzieci (z czego tylko pięcioro przeżyło dzieciństwo), w tym aż dziewięciu synów:
- bezimienny – urodzony martwy (1695),
- Maria Anna Karolina (1696-1750), zakonnica pod imieniem Therese Emanuele de Corde Jesu,
- Karol VII Albrecht (1697-1745), cesarz rzymski w latach 1742–1745,
- Filip Maurycy Maria (1698-1719),
- Ferdynand Maria Innocenty (1699-1738),
- Klemens August (1700-1761),
- Wilhelm (1701-1704),
- Alojzy Jan Adolf (1702-1705),
- Jan Teodor (1703-1763),
- Maksymilian Emanuel Tomasz (1704-1709).